# Aeródromo Municipal Tomas B. Kenny
El Aeródromo Municipal Tomas B. Kenny se encuentra 6 km al norte de la ciudad de Venado Tuerto, provincia de Santa Fe, Argentina.
Posee una pista principal (orientación 04/22) de asfalto de 1500 metros de largo por 30 metros de ancho y una zona de giro de 50 metros de lado.
Cuenta con una terminal de 230 metros cuadrados, una aeroplanta Repsol-YPF (110LL / JetA-1) y sistema de balizamiento nocturno ( radiofaro 292 kHz (VNO).
En 2025 a través de Humming Airways se empezó a realizar vuelos comerciales entre Venado Tuerto, Villa María y Aeroparque.

## Aerolíneas y destinos
| Humming Airways                        | Nacionales (2): Buenos Aires-Aeroparque, Villa María | N/A |
| Total: 2 destinos, 1 país, 1 aerolínea |                                                      |     |